# Miltochrista lucibilis
Miltochrista lucibilis är en fjärilsart som beskrevs av Swinhoe 1892. Miltochrista lucibilis ingår i släktet Miltochrista och familjen björnspinnare. Inga underarter finns listade i Catalogue of Life.

## Bildgalleri

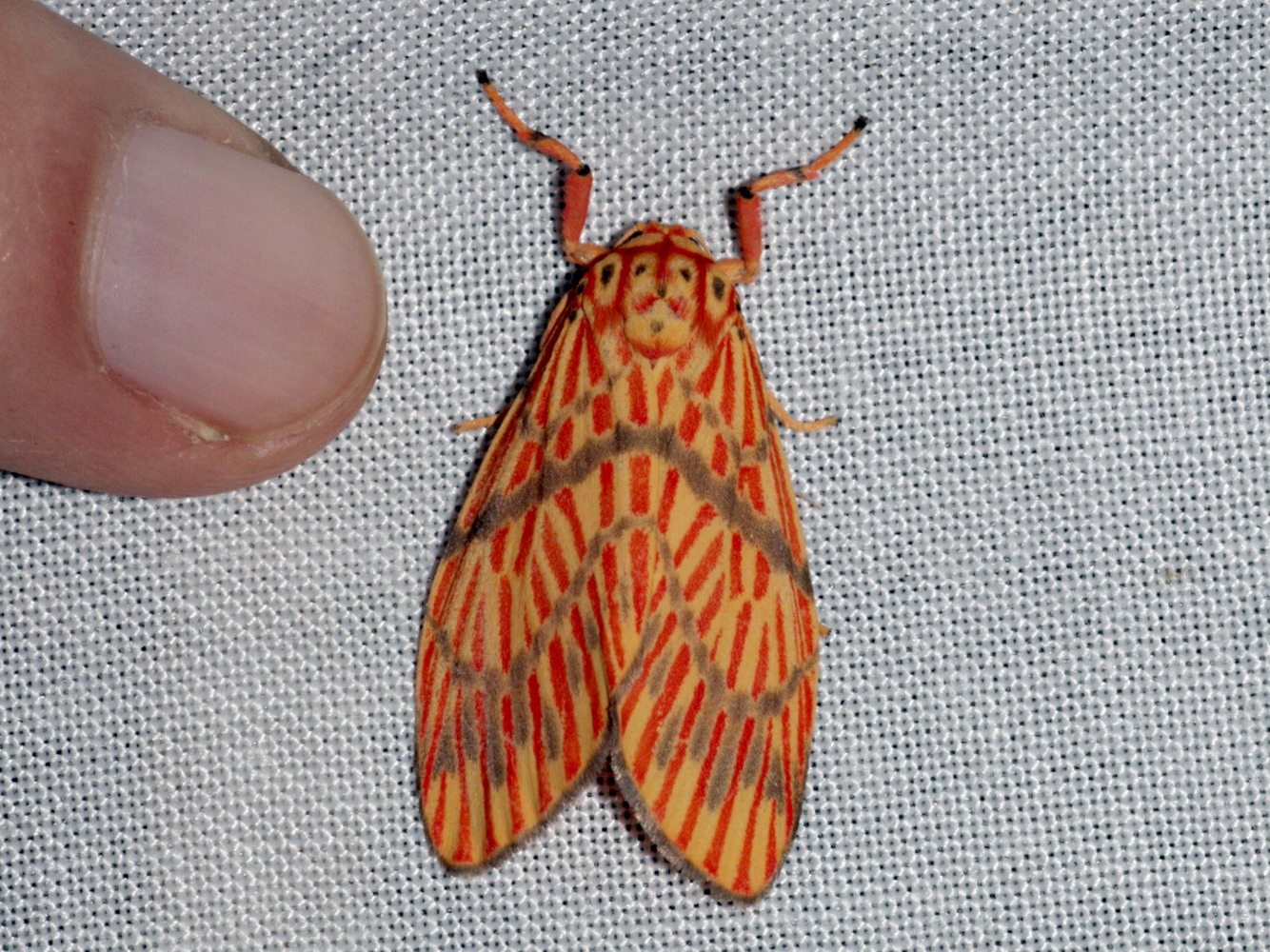
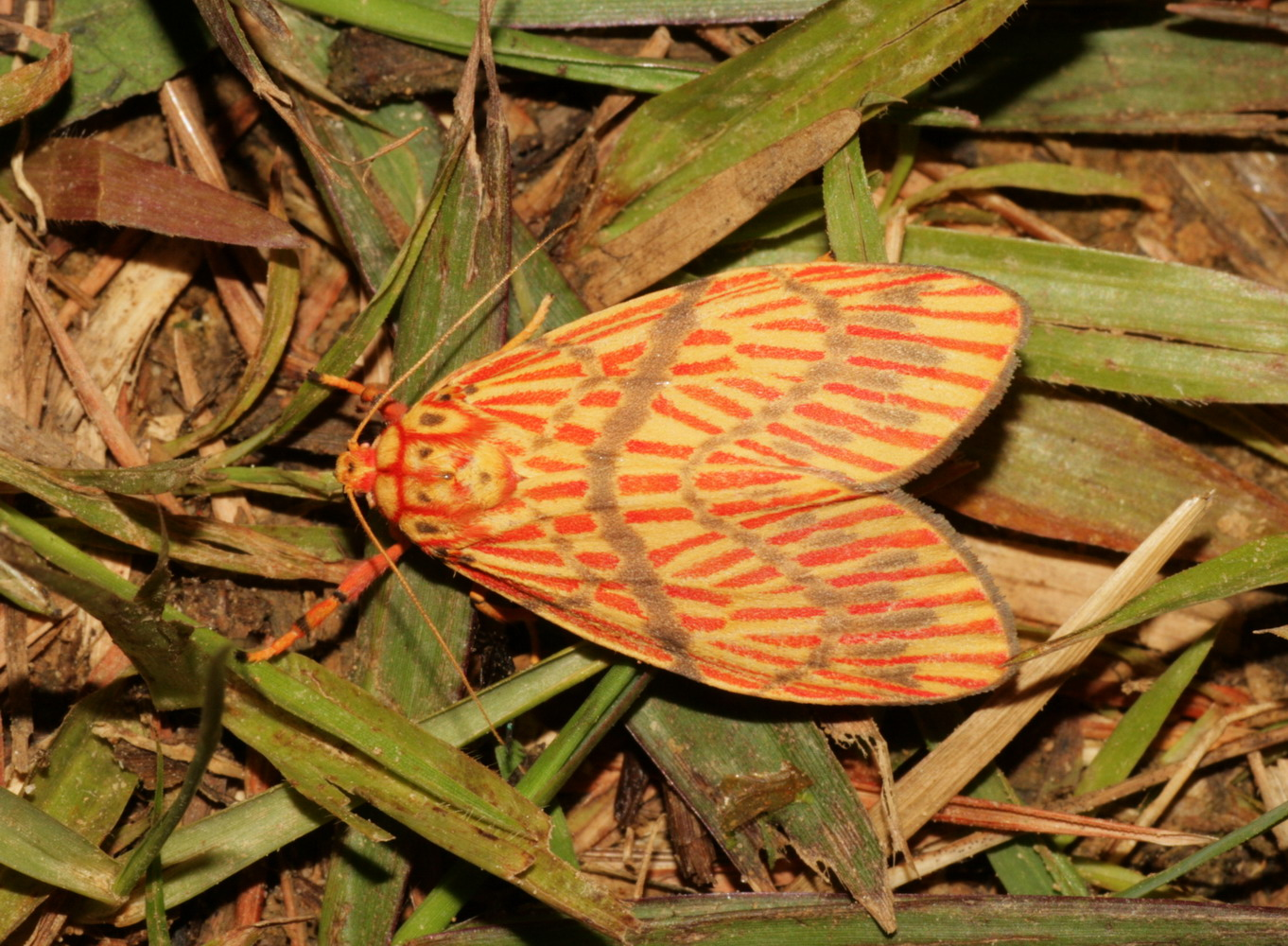